# 巴隆 (滨海夏朗德省)
巴隆（法語：Ballon，法語發音：[balɔ̃] ⓘ）是法国滨海夏朗德省的一个市镇，属于罗什福尔区。

## 地理
巴隆（46°3'25"N, 0°57'8"W）面积12.18 平方千米，位于法国新阿基坦大区滨海夏朗德省，该省份为法国西部滨海省份，北起旺代省，西临大西洋，南至吉倫特省，东南接多爾多涅省，东北接德塞夫勒省接壤，东临夏朗德省。
与巴隆接壤的市镇（或旧市镇、城区）包括：布勒伊马涅、锡雷多尼斯、泰雷、勒图、伊沃。

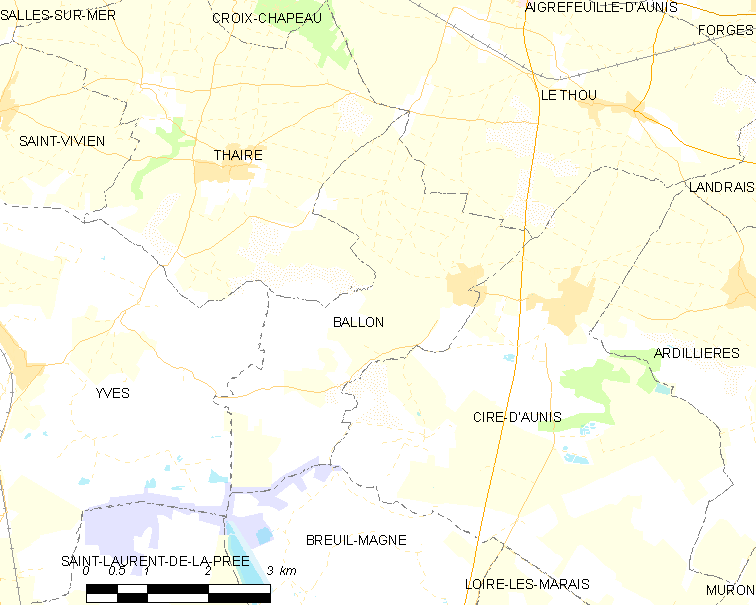
的OSM定位图

巴隆的时区为UTC+01:00、UTC+02:00（夏令时）。

## 行政
巴隆的邮政编码为17290，INSEE市镇编码为17032。

## 政治
巴隆所属的省级选区为叙热尔县。

## 人口

1962-2008年间人口变化图示

巴隆于2022年1月1日时的人口数量为823人。